# Desmond Swayne
Desmond Angus Swayne (né le 20 août 1956) est un homme politique du Parti conservateur et un ancien professeur d'économie. Il est député de la circonscription de New Forest West dans le Hampshire. 

## Carrière
Il est secrétaire privé parlementaire du Premier ministre, David Cameron, après avoir été son PPS à l'époque où il était chef de l'opposition, de 2005 à 2010, avant sa nomination en septembre 2012 au bureau du lord commissaire du Trésor britannique. En juin 2016, il est nommé chevalier pour son service politique. Il est un partisan du groupe de pression eurosceptique Leave Means Leave.